# Plataforma de Afectados por la Hipoteca
La Plataforma de Afectados por la Hipoteca o PAH es una asociación y movimiento social por el derecho a la vivienda digna surgido en febrero de 2009 en Barcelona y presente en toda la geografía española. La Plataforma surge en el marco de la crisis inmobiliaria española 2008-2014 que fue desencadenada por la burbuja inmobiliaria y de las posteriores protestas en España de 2011-2012.

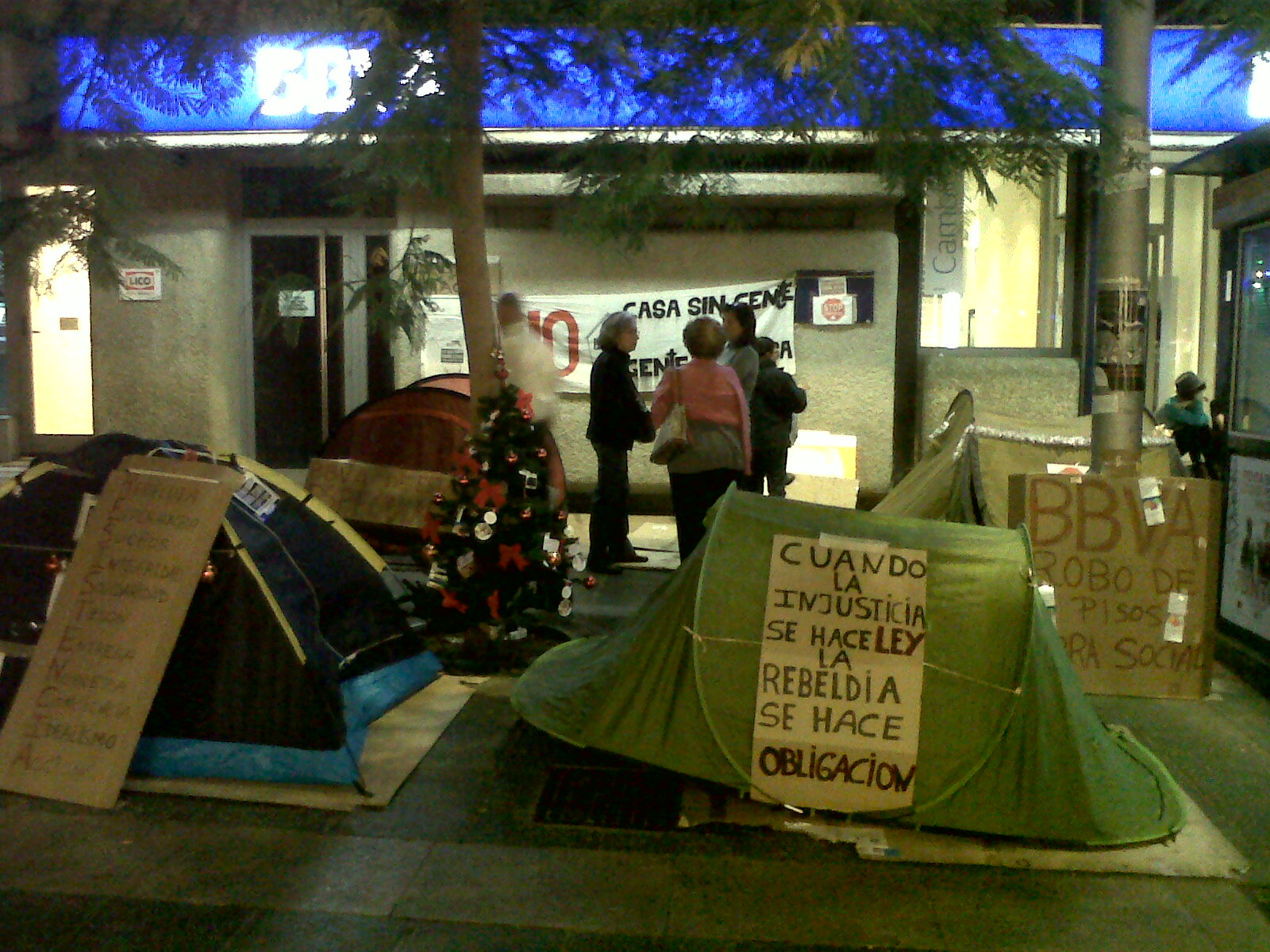
Plataforma frente al BBVA en Santa Cruz de Tenerife.

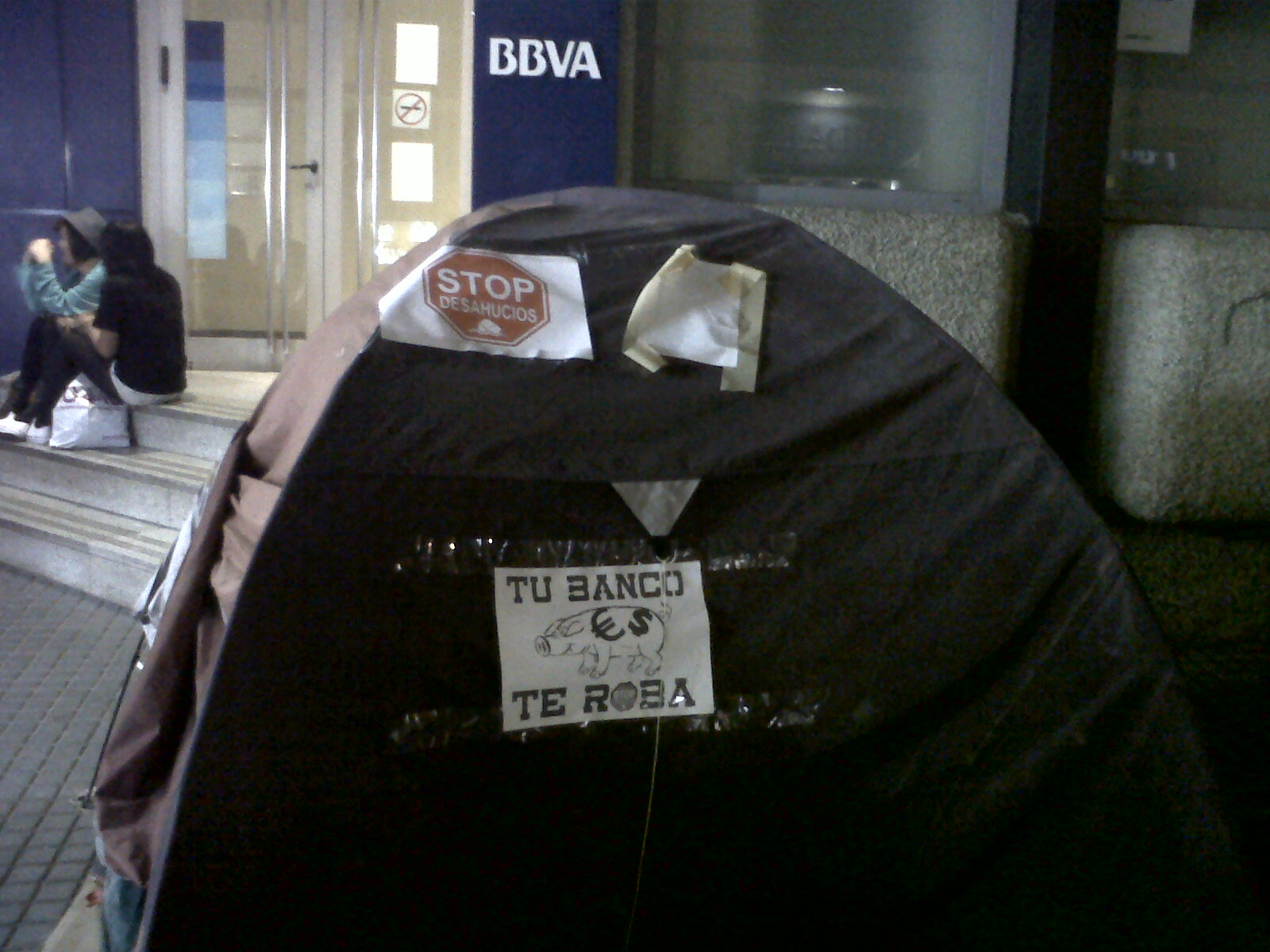
Plataforma en el BBVA de Santa Cruz de Tenerife.

La PAH agrupa a personas con dificultades para pagar la hipoteca o que se encuentran en proceso de ejecución hipotecaria y personas solidarias con esta problemática. Se define como "un grupo de personas apartidista que [...] ante la constatación de que el marco legal actual está diseñado para garantizar que los bancos cobren las deudas, mientras que deja desprotegidas a las personas hipotecadas que por motivos como el paro o la subida de las cuotas no pueden hacer frente a las letras".
La PAH se considera un movimiento horizontal, no violento, asambleario y apartidista. Se reúne de manera asamblearia para exponer los distintos casos de los afectados, ofrecer asesoramiento y ayuda mutua para encontrar apoyos tanto prácticos como emocionales. El 18 de mayo de 2011 la PAH, con domicilio social en la calle de Córcega n.º 521, se inscribió en el Registro Nacional de Asociaciones del Ministerio del Interior.

## Antecedentes
Desde 1999 el precio de la vivienda en España subió en torno a un 180% en una década (1996-2006), muy por encima de los sueldos, lo que llevó a una situación en la que los ciudadanos gastan gran parte de su sueldo en la compra de un piso.
La subida de los precios fue causada por la burbuja inmobiliaria, la cual está causada por factores como la escasez de vivienda en alquiler (85% del total de viviendas destinado a la propiedad, mientras que ésta tasa es del 61% en el resto de Europa, y la existencia de un parque de tres millones de casas vacías, lo que corresponde con un 20% del total.
A pesar de esto España es uno de los países de Europa con menor tasa de alquiler, algo que es atribuido a una política fiscal que favorece la compra.
Desde la crisis económica de 2008-2012, el aumento del desempleo se ha disparado a cifras superiores al 20%, lo cual ha causado la imposibilidad para miles de familias de hacerse cargo del pago de la hipoteca de la vivienda. Desde 2007, 350.000 familias se quedaron sin casa, embargadas por impago de la hipoteca ha causado que más de 350.000 familias hayan sido desahuciadas en España tras la crisis. Tras la subasta de la vivienda, las casas vuelven a ser tasadas por debajo de su precio inicial de tasación, teniendo los propietarios que hacer frente al pago de la diferencia sin disponer del disfrute del inmueble.

## Plataformas

### Stop Desahucios
La plataforma realiza acciones de desobediencia civil y de resistencia pasiva ante las ejecuciones y notificaciones de desahucios realizando concentraciones ante la puerta de la casa de los afectados impidiendo el paso de los agentes judiciales. Esta campaña se inició en noviembre de 2010 y en febrero de 2017 ya había parado 2045 desahucios a lo largo de todo el estado, según la propia organización.

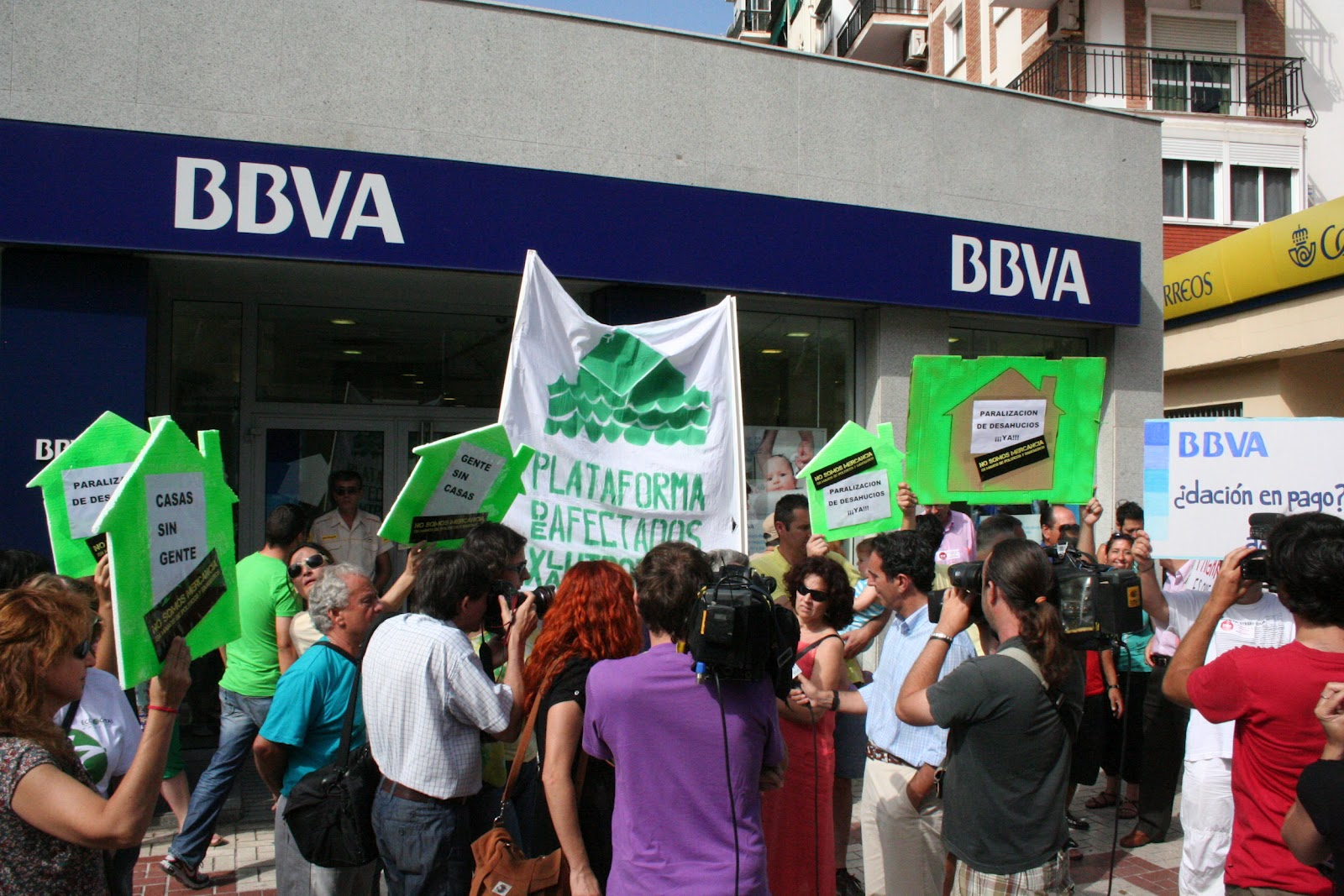
Protesta ante una sucursal de BBVA en Málaga, por la dación en pago de la hipoteca de una familia afectada, 7 de junio de 2012.

### Dación en pago
Campaña por la dación en pago: entrega de la vivienda para la cancelación de la deuda hipotecaria en caso de residencia habitual y deudores de buena fe. En junio de 2010, la PAH y el Observatori DESC trasladaron al Congreso una propuesta de modificación de ley que fue rechazada por PP y PSOE. La voz organizada de los afectados ha conseguido sumar a colectivos sociales y organizaciones sindicales y ha puesto en marcha una ILP para recoger firmas y llevar de nuevo la propuesta de la PAH al Congreso de los Diputados.
Al no reconocimiento legal de la dación en pago habría que sumar la picaresca de las subastas al 50% sobre el valor de tasación en favor de los bancos. En mayo de 2013 la banca seguía adjudicándose viviendas en subastas al 50% utilizando a sus filiales inmobiliarias. El precio por el que se valora la vivienda cuando el banco la subasta es decisivo para establecer la deuda pendiente con el banco cuando no se aplica la dación en pago. A pesar de las modificaciones del gobierno de José Luis Rodríguez Zapatero que subió el porcentaje del 50% al 60% y la subida del 60% al 70% por el gobierno de Mariano Rajoy, la banca, utilizando sus propias filiales inmobiliaria se adjudica las viviendas habituales al 50% de su valor de tasación gracias a la figura de un tercero en la subasta, que es su filial inmobiliaria. El artículo 670.4 de la ley de enjuiciamiento civil permite esta triquiñuela que deja en papel mojado las modificaciones legales.

### Obra Social La PAH
Ante la creciente oleada de desahucios la plataforma propone una campaña que persigue la apropiación ciudadana de las viviendas vacías en manos de entidades financieras fruto de ejecuciones hipotecarias. En los casos en que las concentraciones ciudadanas de stop desahucios no paralicen los desalojos, la PAH dará cobertura a las familias para okupar las viviendas de las que han sido desalojados. Esta campaña tiene un triple objetivo:
1. Recuperar la función social de una vivienda vacía para garantizar que la familia no quede en la calle.
2. Agudizar la presión sobre las entidades financieras para que acepten la dación en pago.
3. Forzar a las administraciones públicas a que adopten de una vez por todas las medidas necesarias para garantizar el derecho a una vivienda.[14]

El título de esta campaña es una parodia de la Obra Social La Caixa, una de las principales causantes de la situación.

### Movilizaciones del 25-S
El 25 de septiembre de 2011, la PAH convocó una movilización estatal en 41 ciudades de España. Miles de personas reclamaron un cambio normativo para frenar el goteo de desahucios causados por la crisis económica y permitir la dación en pago retroactiva, y en defensa del derecho constitucional a una vivienda digna.

### Iniciativa Legislativa Popular por la Vivienda Digna

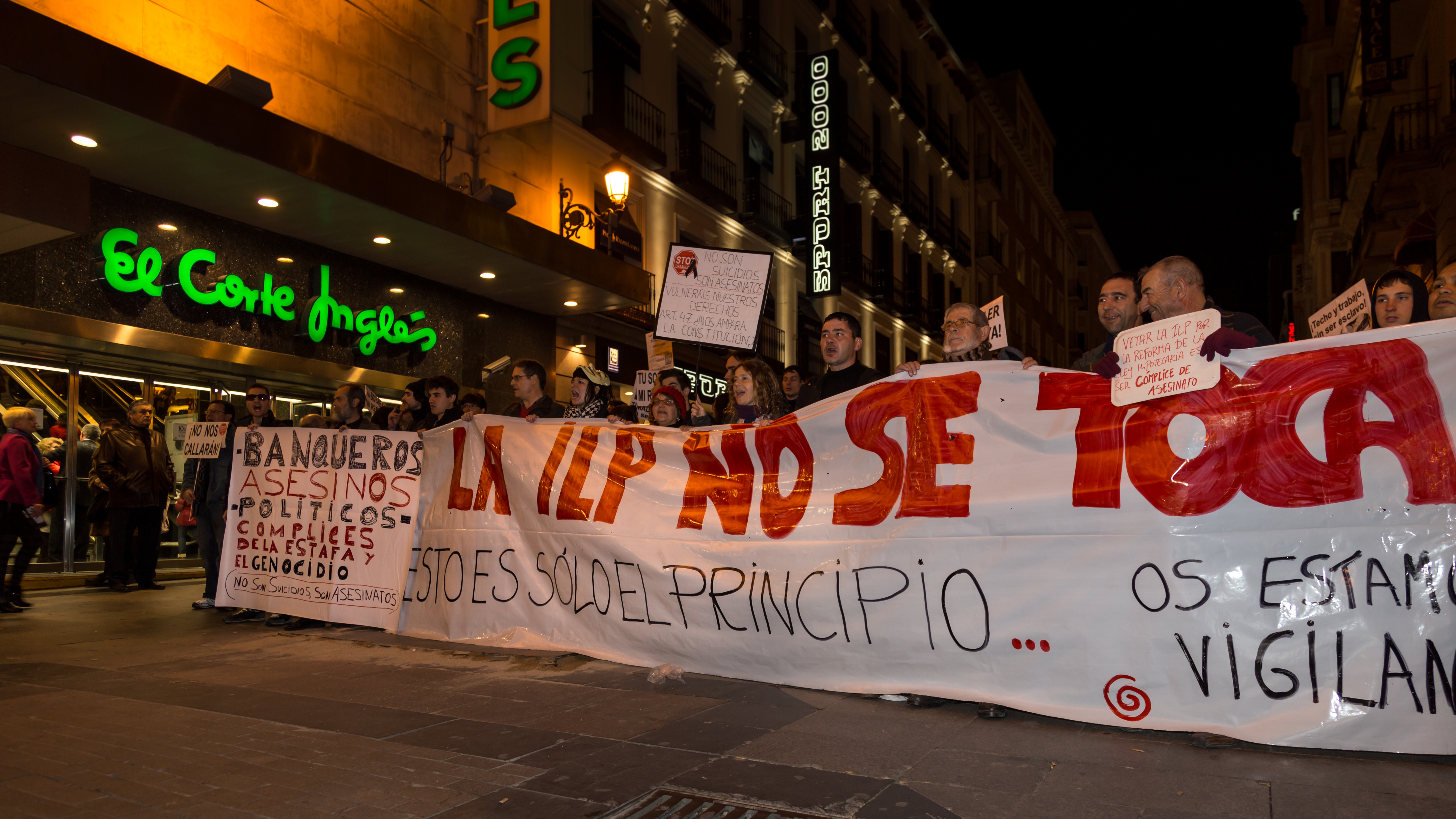
La ILP no se toca, el lema que encabezó la manifestación del 16 de febrero de 2013 en Madrid.

El 30 de marzo de 2011, la PAH y el Observatori DESC junto a otras entidades sociales y organizaciones sindicales (UGT, CCOO, Taula del tercer Sector, UCC, CONFAVC ) comenzaron a tramitar el texto de la Iniciativa Legislativa Popular (ILP) con el fin de regular la dación en pago con efectos retroactivos, de manera que los miles de familias que condenadas a la morosidad de por vida a causa de la actual ley y los préstamos que solicitaron, tengan el derecho a una segunda oportunidad al igual que en otros países de Europa y los Estados Unidos. Posteriormente, se amplió el texto con las peticiones de moratoria inmediata de los desahucios y reconversión de las hipotecas en alquiler social, como medida de mínimos destinada a garantizar el derecho a la vivienda de las personas afectadas por ejecuciones hipotecarias.
Entre marzo y septiembre de 2011 la Mesa del Congreso (formada por PSOE, PSC, PP, CiU, y PNV) bloqueó la ILP con distintas razones impidiendo que se pudiera comenzar la recogida de firmas antes de las elecciones generales de 2011, siendo esta autorizada en septiembre, sin embargo la Junta Electoral Central no dio comienzo a la recogida de firmas de la ILP hasta el 18 de abril de 2012.

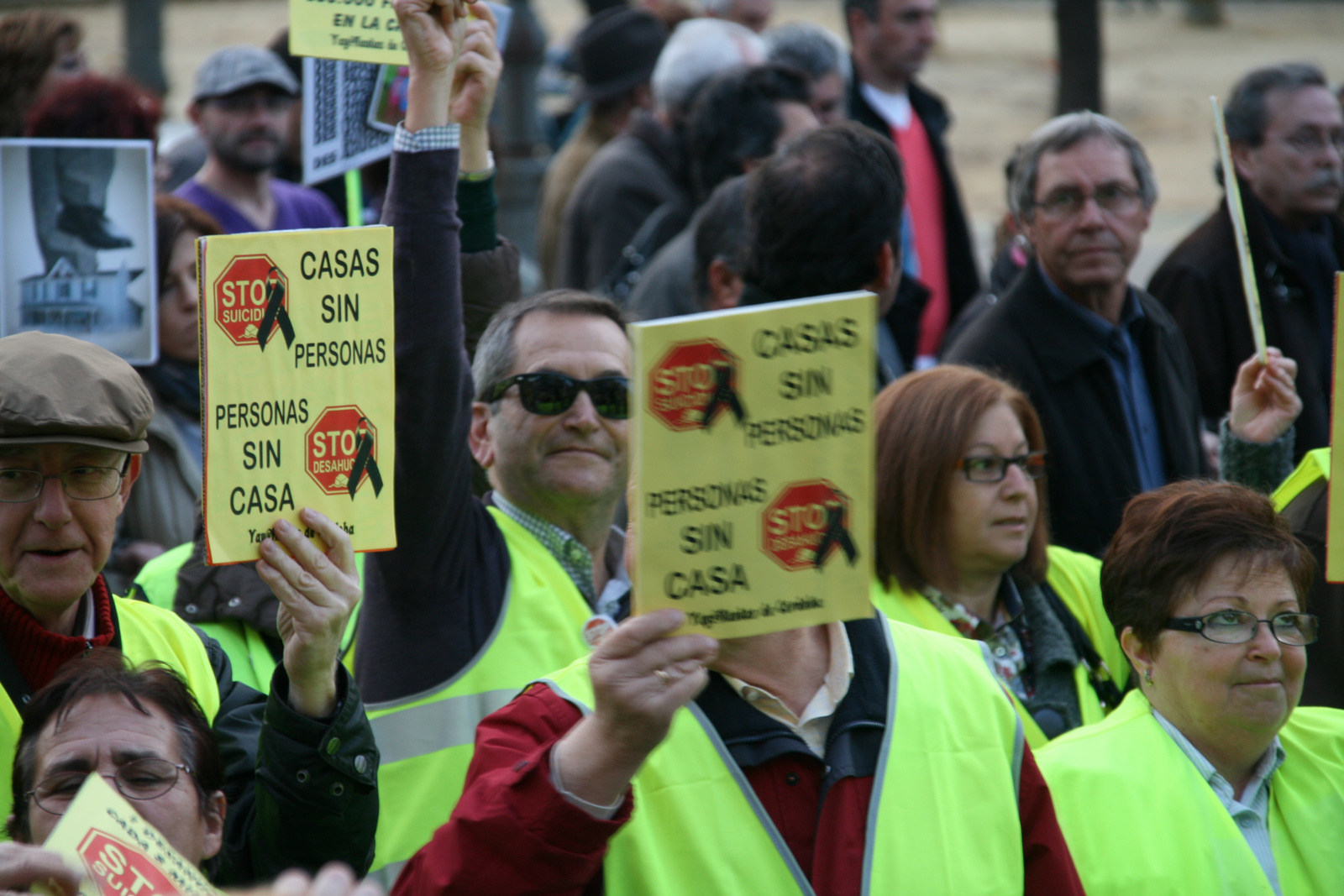
Manifestación de Yayoflautas

Fueron entregadas 1.402.845 firmas el 5 de febrero de 2013 en el Congreso. Convocaron una manifestación para el 16 de febrero de 2013, y realizaron escrache virtual para que la admitieran a trámite. El 12 de febrero, se aprobó a trámite la ILP con 333 votos a favor y una abstención. Afirman que el cambio de postura del Partido Popular fue debido a la presión popular. Mantienen su advertencia de realizar escrache físico si no aprueban la ILP tal y como la entregaron.
Durante unas semanas fueron comunes, actos de protesta en forma de escrache a los políticos del Partido Popular. Sin embargo, diversos medios así como el gobierno emprendieron una campaña de desprestigio contra los escraches que redujo el apoyo popular a esas protestas (que inicialmente se situó por encima del 70%).[cita requerida]

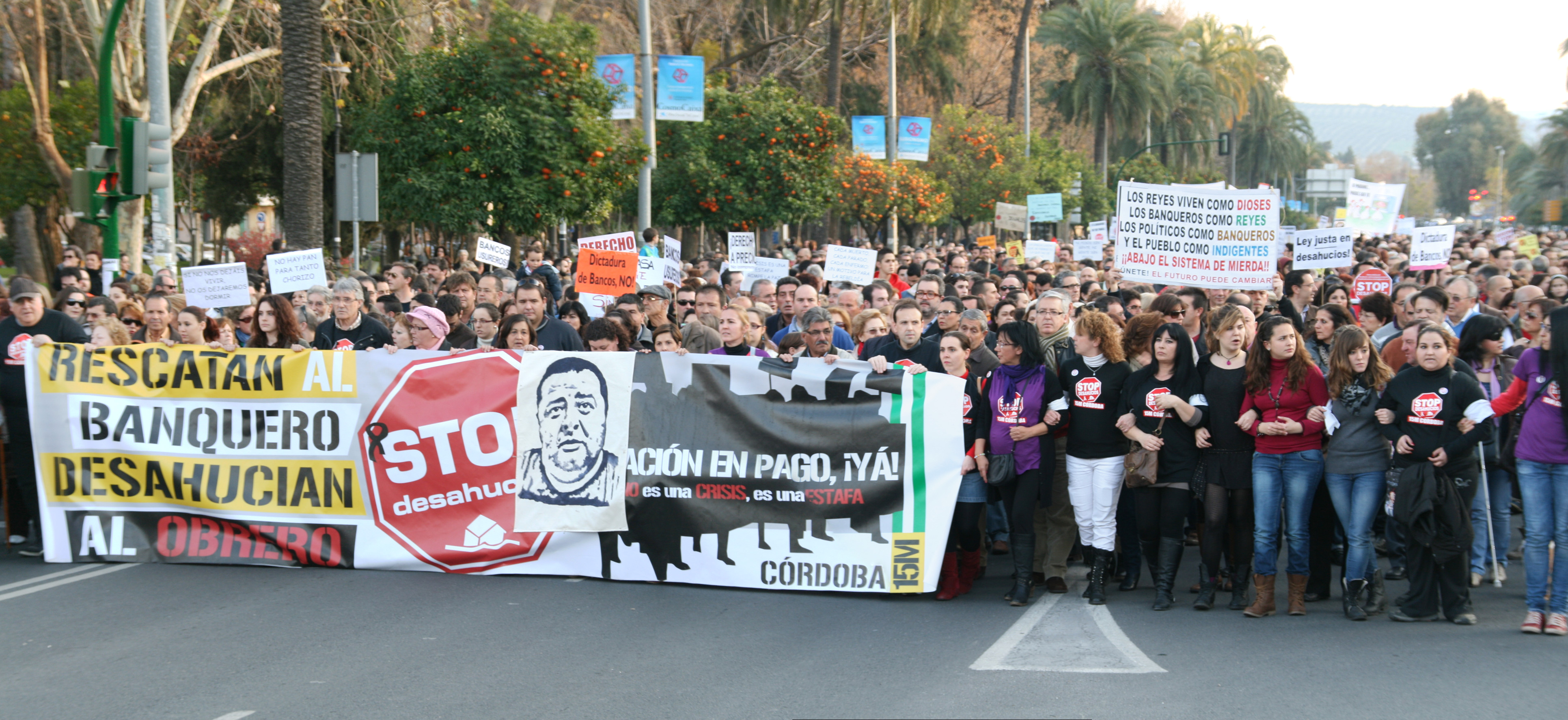
Manifestación antidesahucios

El 2 de abril de 2013 el portavoz del grupo parlamentario popular anunció que la Iniciativa Legislativa Popular (ILP) sobre los desahucios iba a ser fusionada con la ley que había presentado el gobierno y que no contempla la dación en pago, precisamente la propuesta principal de la ILP. De esta forma quedó desestimada de facto la ILP aceptada a trámite el 16 de febrero por el Congreso de los Diputados. Además el portavoz denunció los escraches a que estaban siendo sometidos varios diputados y dirigentes de su partido por parte de miembros de las organizaciones antidesahucios.

#### Sentencia del Tribunal de Justicia de la Unión Europea
El 14 de marzo de 2013 el Tribunal de Justicia de la Unión Europea (TUE) dictaminó que la Ley 1/2000, de 7 de enero, de Enjuiciamiento Civil que regula el procedimiento de ejecución hipotecaria, no garantiza a los ciudadanos una protección suficiente frente a cláusulas abusivas en las hipotecas y vulnera, por tanto, la normativa comunitaria, en concreto la Directiva 93/13/CEE del Consejo, de 5 de abril de 1993 sobre protección a los consumidores. La sentencia del Tribunal Europeo de Luxemburgo se dicta en respuesta a una cuestión presentada por el juzgado mercantil de Barcelona, en concreto por el juez José María Fernández Seijo, a instancia del abogado Dionisio Moreno, defensor en el caso Mohamed Aziz. ante la imposibilidad de paralizar un desahucio que presenta la legislación española. Según la sentencia, los procedimientos de ejecución hipotecaria podrán paralizase por el juez, en cumplimiento de la normativa comunitaria indicada. La justicia europea dictamina que la Ley 1/2000, de 7 de enero, de Enjuiciamiento Civil no es compatible con la Directiva 93/13/CEE, en cuanto a que no existen los suficientes motivos de oposición a la ejecución hipotecaria que hagan posible el ejercicio de acciones o recursos judiciales que garanticen una tutela efectiva de los derechos del consumidor. La sentencia, sin embargo, no se pronuncia expresamente sobre las demandas de la Plataforma de Afectados por la Hipoteca recogidas en la Iniciativa Legistiva Popular por la Vivienda Digna, en especial sobre la cuestión de la dación en pago o la paralización de desahucios. Para el juez José María Fernández Seijo la sentencia modifica las reglas del juego de la ley española sobre ejecución hipotecaria, ya que permite que los jueces puedan paralizar de oficio los desahucios.

## Premios
- 2011 - Premio Universitat Progressista d'Estiu de Catalunya.[32]
- 2012 - Premio Català de l'Any 2012 a la mejor iniciativa solidaria. El acalorado discurso de la portavoz Ada Colau de la Plataforma en Barcelona no fue emitido en la autonómica catalana TV3 que emitió la gala en falso directo, hecho que fue calificado de censura.[33]
- 2012 - Premio Nacional de los Premios Derechos Humanos 2012 de la Asociación pro derechos humanos de España (4 de diciembre de 2012)
- 2013 - Premio Ciudadano Europeo del Parlamento Europeo a la Plataforma de Afectados por la Hipoteca.[34]
- 2013 - Premio Utopías - Paco Fernández Buey.[35]
- 2014 - III Premio Estatal del Trabajo Social.[36]
- 2014 - Premio EtnoSur2mil14[37] otorgado por el festival Encuentros Étnicos de la Sierra Sur.

## En la cultura

### Documental
- No estamos solos, dirigido por Pere Joan Ventura y producido por El Gran Wyoming y Pere Portabella.[38]

### Libro
- El Gran Wyoming. No estamos solos. (2014). Editorial Planeta.ISBN 978-84-08-13155-7